# Bedigliora
Bedigliora (lmo. Bobiova) – miejscowość i gmina w południowej Szwajcarii, w kantonie Ticino, w okręgu (distretto) Lugano, w powiecie (circolo) Sessa.  

## Demografia
W Bedigliorze  mieszka 609 osób. W 2021 roku 12,2% populacji gminy stanowiły osoby urodzone poza Szwajcarią. 